# Broadwater (Nebraska)
Broadwater – wieś w Stanach Zjednoczonych, w stanie Nebraska, w hrabstwie Morrill.